# Clarence Whitehill

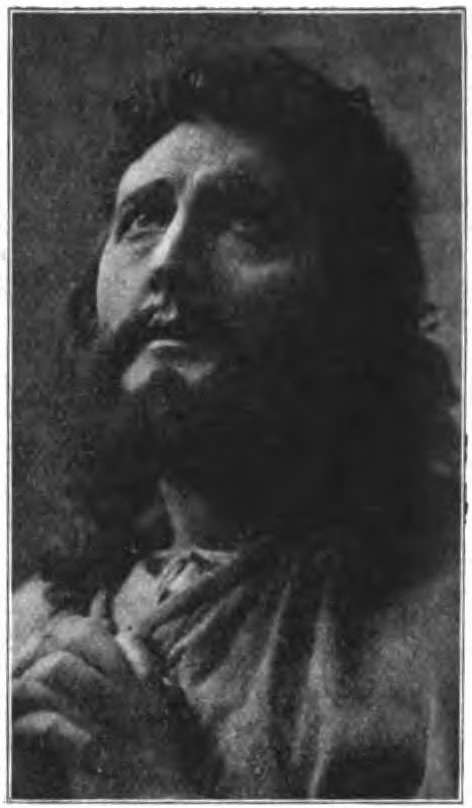
Clarence Whitehill come Wotan, c.ca nel 1909.

Clarence Eugene Whitehill (Marengo, 20 ottobre 1871 – Manhattan, 19 dicembre 1932) è stato un basso-baritono statunitense. Cantò al Metropolitan Opera dal 1915 al 1932. Si è esibito su entrambe le sponde dell'Atlantico ed è ricordato soprattutto per la sua predilezione per i drammi musicali di Richard Wagner e per le sue registrazioni di famose ballate di music-hall come I'll take you home again, Kathleen.

## Biografia
Whitehill nacque il 5 novembre 1871 a Marengo, nello Iowa.
Studiò prima a Chicago con L. A. Phelps e poi a Parigi con Giraudet e Giovanni Sbriglia. Nel 1898 fece il suo debutto sul palcoscenico del teatro La Monnaie/De Munt di Bruxelles, nel ruolo di Capuleti in Roméo et Juliette. Cantò Nilakhanta all'Opéra-Comique l'anno successivo, diventando il primo cantante americano ad esibirsi in quel teatro.
Si recò in seguito a Francoforte, in Germania, per studiare con Julius Stockhausen. Apparve sul palcoscenico in diverse città tedesche, mentre studiava ruoli di baritono wagneriano e basso-baritono. Nel 1904 debuttò al Festival di Bayreuth come Wolfram nel Tannhäuser. Più tardi cantato Amfortas e Wotan.
Whitehill ha continuato ad apparire con notevole successo alla Royal Opera House, Covent Garden, a Londra, nel primo Ciclo dell'anello cantato in inglese. Decise, tuttavia, che era giunto il momento per lui di lasciare l'Europa e tornare in America e fece il suo debutto al Metropolitan Opera il 25 novembre 1909.
Sposò Isabel Rush il 24 luglio 1912. Era la vedova di James Rervey Simpson.
Avrebbe goduto di una lunga e lodevole carriera al Met nonostante un disturbo alla gola che colpiva periodicamente una delle sue corde vocali. Fu acclamato in particolare in parti impegnative di Wagner come Hans Sachs ne I maestri cantori di Norimberga, ma apparve anche nella prima del Met delle opere francesi Louise (nel 1921) e Pelléas et Mélisande (nel 1925) e nel Nordamerica prima dell'opera in un atto Violanta di Erich Wolfgang Korngold il 5 novembre 1927).
Rimase nel registro dei cantanti del Met fino al 14 maggio 1932, quando si ritirò per una controversia.
Morì il 19 dicembre 1932 a Manhattan, a New York.

## Eredità
Whitehill fu notevole per la bellezza tonale della sua grande voce, la nobiltà del suo stile di canto e la dignità del suo comportamento sul palcoscenico. Anche la sua dizione, il fraseggio e la sua enunciazione erano considerati esemplari, mentre si diceva che le sue interpretazioni avessero un'intensità commovente che le distingueva da quelle dei suoi contemporanei. Fortunatamente Whitehill ha registrato numerosi dischi di grammofono prima della prima guerra mondiale che mostrano qualcosa della sua grandezza come cantante wagneriano.